# Eupogonius albipilis
Eupogonius albipilis là một loài bọ cánh cứng trong họ Cerambycidae.